# Cylicobathra spinosa
Cylicobathra spinosa är en fjärilsart som beskrevs av Reinhardt Gaedike 1983. Cylicobathra spinosa ingår i släktet Cylicobathra och familjen äkta malar. Inga underarter finns listade i Catalogue of Life.